# Pallacanestro femminile ai II Giochi panamericani
Il Campionato femminile di pallacanestro ai II Giochi panamericani si è svolto dal 13 al 24 marzo 1955 a Città del Messico, in Messico, durante i II Giochi panamericani. La vittoria finale è andata alla nazionale statunitense.

## Squadre partecipanti
- Brasile
- Canada
- Cile
- Messico
- Stati Uniti

## Girone unico con andata e ritorno
| Squadra     | G | V | P | PF  | PS  | DP   |
| ----------- | - | - | - | --- | --- | ---- |
| Stati Uniti | 8 | 8 | 0 | 471 | 332 | +139 |
| Cile        | 8 | 5 | 3 |     |     |      |
| Brasile     | 8 | 4 | 4 | 417 | 386 | +31  |
| Messico     | 8 | 3 | 5 |     |     |      |
| Canada      | 8 | 0 | 8 |     |     |      |

## Risultati

### Andata
| Città del Messico 13 marzo 1955, ore 19:30 | Stati Uniti | 51 – 45 (20-30) | Brasile |  |
| \| \| \| \| \| Greer 15 \| Punti \| \|     |             |                 |         |  |
|                                            |             |                 |         |  |
| Greer 15                                   | Punti       |                 |         |  |

| Città del Messico 13 marzo 1955, ore 22:30 | Cile | ? – ? (29-27) | Messico |  |

| Città del Messico 14 marzo 1955, ore 19:30 | Brasile | 66 – 43 | Canada |  |

| Città del Messico 14 marzo 1955, ore 21:20 | Stati Uniti | 53 – 49 (37-32) | Messico |  |
| \| \| \| \| \| Greer 21 \| Punti \| \|     |             |                 |         |  |
|                                            |             |                 |         |  |
| Greer 21                                   | Punti       |                 |         |  |

| Città del Messico 15 marzo 1955, ore 21:00 | Cile | 54 – 48 | Canada |  |

| Città del Messico 16 marzo 1955, ore 19:30 | Stati Uniti | 73 – 53 | Cile |  |
| \| \| \| \| \| Greer 20 \| Punti \| \|     |             |         |      |  |
|                                            |             |         |      |  |
| Greer 20                                   | Punti       |         |      |  |

| Città del Messico 16 marzo 1955, ore 21:00 | Brasile | 53 – 35 | Messico |  |

| Città del Messico 17 marzo 1955, ore 21:00 | Messico | 58 – 41 | Canada |  |

| Città del Messico 18 marzo 1955, ore 19:30 | Stati Uniti | 46 – 25 | Canada |  |
| \| \| \| \| \| Cannon 11 \| Punti \| \|    |             |         |        |  |
|                                            |             |         |        |  |
| Cannon 11                                  | Punti       |         |        |  |

| Città del Messico 18 marzo 1955, ore 21:00 | Brasile | 51 – 45 (9-14) | Cile |  |

### Ritorno
| Città del Messico 19 marzo 1955, ore 20:00 | Stati Uniti | 62 – 43 (28-19) | Brasile |  |
| \| \| \| \| \| Greer 30 \| Punti \| \|     |             |                 |         |  |
|                                            |             |                 |         |  |
| Greer 30                                   | Punti       |                 |         |  |

| Città del Messico 19 marzo 1955, ore 21:30 | Cile | 64 – 45 (25-25) | Messico |  |

| Città del Messico 20 marzo 1955, ore 19:30 | Brasile | 58 – 43 (28-20) | Canada |  |

| Città del Messico 20 marzo 1955, ore 21:00 | Stati Uniti | 63 – 35 | Messico |  |
| \| \| \| \| \| Alexander 13 \| Punti \| \| |             |         |         |  |
|                                            |             |         |         |  |
| Alexander 13                               | Punti       |         |         |  |

| Città del Messico 21 marzo 1955, ore 19:30 | Stati Uniti | 61 – 39 | Canada |  |
| \| \| \| \| \| Greer 12 \| Punti \| \|     |             |         |        |  |
|                                            |             |         |        |  |
| Greer 12                                   | Punti       |         |        |  |

| Città del Messico 21 marzo 1955, ore 21:00 | Cile | 42 – 33 | Canada |  |

| Città del Messico 22 marzo 1955, ore 19:30 | Stati Uniti | 62 – 43 (30-21) | Cile |  |
| \| \| \| \| \| Greer 21 \| Punti \| \|     |             |                 |      |  |
|                                            |             |                 |      |  |
| Greer 21                                   | Punti       |                 |      |  |

| Città del Messico 22 marzo 1955, ore 21:00 | Messico | 65 – 50 (23-20) | Brasile |  |

| Città del Messico 23 marzo 1955, ore 22:30 | Messico | ? – ? | Canada |  |

| Città del Messico 24 marzo 1955 | Cile | 47 – 46 | Brasile |  |

## Classifica finale
| Pos. | Squadra     | Formazione |
| ---- | ----------- | --- |
|      | Stati Uniti | Stati Uniti3 Futch, 4 Sipes, 5 White, 6 Smithson, 7 Greer, 8 Kline, 9 Ruby Cannon, 10 Ruth Cannon, 11 Wilson, 12 Odom, 13 Alexander, 14 Jordan, All. Caddo Matthews                    |
|      | Cile        | Cile4 Castillo, 5 Ramos, 6 Terán, 7 Beltrán, 8 Carreño, 9 Ortiz, 10 Velásquez, 11 Camazón, 12 Reyes, 13 Villalobos, 14 Bahamondes, 15 Gallardo, All. -                                 |
|      | Brasile     | Brasile3 Neuci, 4 Aglaé, 5 Nair, 6 Wanda, 7 Eugênia, 8 Isaura, 9 Marlene, 10 Zilá, 11 Cida, 12 Coca, 13 Laura, 14 Nívea, All. Mário Amâncio Duarte                                     |
| 4.   | Messico     | Messico3 Almanza, 4 Martínez, 5 Patiño, 6 Fernández, 7 Guzmán, 8 García, 9 Apodaca, 10 Muñoz, 11 Cárdenas, 12 Arias, 13 Ortega, 14 Hurtado, 15 González, 16 Zaragoza, All. Pedro Barba |
| 5.   | Canada      | Canada3 Topley, 4 Slater, 5 McIntosh, 6 Mitchell, 7 Milner, 8 N. McDermott, 9 L. McDermott, 10 Robinson, 11 Stoddart, 12 Osborne, 14 Panasis, All. Gordie McDonald                     |